# Associazione Calcio Reggiana 1919 2011-2012
Questa voce raccoglie le informazioni riguardanti la Associazione Calcio Reggiana 1919 nelle competizioni ufficiali della stagione 2011-2012.

## Stagione
Allenatore resta Mangone e direttore sportivo Tito Corsi, che si porta dalla Toscana il centravanti Gurma. Arriva anche lo slavo Redzic e la Reggiana non ingrana. Non basta il brasiliano Viapiana e il ritorno di Paolo Rossi. Anche Stefani e D'Alessandro lasciano la maglia granata e arriva l'attaccante Davide Matteini. In porta il reggiano Silvestri.
Dopo la sconfitta di Lumezzane, all'ultima giornata di andata, il presidente Barilli esonera l'allenatore Mangone e assume al suo posto Lamberto Zauli in coabitazione con il giocatore granata Lanna che lascia il campo per la panchina. La Reggiana si riprende. L'11 marzo del 2012 lo stadio cambia nome. La società, in accordo con il Comune, lo battezza Città del tricolore. La cerimonia si tiene prima del derby col Carpi che termina sull'1 a 1.
Alla fine, soprattutto grazie all'ottimo campionato di Beppe Alessi, autore di 13 gol, la Reggiana si salva evitando i play out.

## Divise e sponsor
| Prima divisa | Seconda divisa |

## Organigramma societario
Area direttiva
- Presidente: Alessandro Barilli
- Vice presidente: Sisto Fontanili

Area organizzativa
- Segretario generale: Monica Torreggiani
- Team manager: Stefano Buffagni
- Magazziniere:  Gabriele Fiorani

Area tecnica
- Direttore sportivo: Antonio De Falco
- Allenatore: fino a dicembre Amedeo Mangone, poi Lamberto Zauli e Salvatore Lanna
- Allenatore in seconda: fino a dicembre Fabio Sobhy
- Preparatori atletici: fino a dicembre Arturo Gerosa, poi Massimo Massi
- Preparatore dei portieri: Andrea Rossi

Area sanitaria
- Responsabile: Enrico Ligabue
- Massaggiatori: Gianfranco Mastini

## Rosa
| N. |                   | Ruolo | Calciatore             |
| -- | ----------------- | ----- | ---------------------- |
|    | Italia (bandiera) | P     | Marco Silvestri        |
|    | Italia (bandiera) | P     | Niccolò Bellucci       |
|    | Italia (bandiera) | P     | Alessandro Noci        |
|    | Italia (bandiera) | D     | Danilo Zini (capitano) |
|    | Italia (bandiera) | D     | Nicolò Sperotto        |
|    | Italia (bandiera) | D     | Daniele Magliocchetti  |
|    | Italia (bandiera) | D     | Benedetto Iraci        |
|    | Italia (bandiera) | D     | Ramzi Aya              |
|    | Italia (bandiera) | D     | Alessandro Guidetti    |
|    | Italia (bandiera) | D     | Massimiliano Mei       |
|    | Italia (bandiera) | D     | Matteo D'Alessandro    |
|    | Italia (bandiera) | D     | Simone Bettati         |
|    | Italia (bandiera) | D     | Erik Panizzi           |
|    | Italia (bandiera) | D     | Adriano Siragusa       |
|    | Italia (bandiera) | D     | Marco Cabeccia         |
|    | Italia (bandiera) | D     | Salvatore Lanna        |
|    | Italia (bandiera) | D     | Riccardo Carlini       |
|    | Italia (bandiera) | C     | Matteo Arati           |

| N. |                     | Ruolo | Calciatore           |
| -- | ------------------- | ----- | -------------------- |
|    | Italia (bandiera)   | C     | Nicolas Bovi         |
|    | Italia (bandiera)   | C     | Giuseppe Alessi      |
|    | Italia (bandiera)   | C     | Simone Esposito      |
|    | Italia (bandiera)   | C     | Davide Matteini      |
|    | Italia (bandiera)   | C     | Giampaolo Calzi      |
|    | Italia (bandiera)   | C     | Luca Mazzera         |
|    | Italia (bandiera)   | C     | Mattia Spezzani      |
|    | Italia (bandiera)   | C     | Lorenzo Marmiroli    |
|    | Italia (bandiera)   | C     | Francesco Ardizzone  |
|    | Francia (bandiera)  | C     | Madikaba Doumbia     |
|    | Brasile (bandiera)  | C     | André Viapiana       |
|    | Italia (bandiera)   | C     | Gian Marco Cavalieri |
|    | Italia (bandiera)   | A     | Francesco Fedi       |
|    | Albania (bandiera)  | A     | Mario Gurma          |
|    | Italia (bandiera)   | A     | Stefano Berni        |
|    | Italia (bandiera)   | A     | Paolo Rossi          |
|    | Slovenia (bandiera) | A     | Ajdin Redzic         |

## Calciomercato

### Sessione estiva(dall'1/7 al 2/9)
| Acquisti | Acquisti            | Acquisti     | Acquisti                      |
| R.       | Nome                | da           | Modalità                      |
| -------- | ------------------- | ------------ | ----------------------------- |
| P        | Marco Silvestri     | Chievo       | Prestito                      |
| D        | Simone Bettati      | Genoa        | Compartecipazione             |
| D        | Riccardo Carlini    | Genoa        | Compartecipazione             |
| D        | Adriano Siragusa    | Palermo      | Definitivo                    |
| D        | Nicolò Sperotto     | Torino       | Compartecipazione             |
| D        | Mirko Stefani       | Cremonese    | Risoluzione compartecipazione |
| D        | Ramzi Aya           | Fiorentina   | Compartecipazione             |
| D        | Massimiliano Mei    |              | Svincolato                    |
| D        | Madikaba Doumbia    |              | Svincolato                    |
| C        | Francesco Ardizzone | Palermo      | Compartecipazione             |
| C        | Giampaolo Calzi     | Pro Patria   | Definitivo                    |
| A        | Francesco Fedi      | Pistoiese    | Definitivo                    |
| A        | Mario Gurma         | Panaitōlikos | Definitivo                    |
| A        | Davide Matteini     |              | Svincolato                    |
| A        | Ajdin Redzic        | Triglav      | Definitivo                    |
| A        | Paolo Rossi         | Ravenna      | Definitivo                    |

| Cessioni         | Cessioni              | Cessioni            | Cessioni                      |
| R.               | Nome                  | a                   | Modalità                      |
| ---------------- | --------------------- | ------------------- | ----------------------------- |
| P                | Nicolò Manfredini     | Fiorentina          | Risoluzione Compartecipazione |
| P                | Daniel Offredi        | AlbinoLeffe         | Fine Prestito                 |
| D                | Niccolò Tonetto       |                     | Svincolato                    |
| D                | Ramzi Aya             | Fiorentina          | Fine prestito                 |
| D                | Massimiliano Mei      |                     | Svincolato                    |
| D                | Andrea Adamo          | Palermo             | Fine prestito                 |
| D                | Matteo D'Alessandro   | Reggina             | Definitivo                    |
| D                | Gianluca Di Chiara    | Palermo             | Compartecipazione             |
| D                | Mirko Stefani         | Frosinone           | Definitivo                    |
| C                | Christian Mangiarotti | Pavia               | Fine Prestito                 |
| C                | Antonio Maschio       | Mantova             | Definitivo                    |
| C                | Nicolas Migliaccio    | Virtus Castelfranco | Definitivo                    |
| C                | Marco Augusto Romizi  | Fiorentina          | Fine prestito                 |
| C                | Davide Saverino       |                     | Svincolato                    |
| A                | Matteo Chinellato     | Genoa               | Fine prestito                 |
| A                | Massimiliano Guidetti |                     | Svincolato                    |
| A                | Piergiuseppe Maritato | Fiorentina          | Risoluzione Compartecipazione |
| A                | Gianluca Temelin      |                     | Svincolato                    |
| Altre operazioni |                       |                     |                               |
| D                | Jacopo Oliomarini     | Modena              | Prestito                      |
| D                | Andrea Casolari       | Genoa               | Prestito                      |
| C                | Marco Molteni         | Mantova             | Definitivo                    |
| A                | Simone Minelli        | Fiorentina          | Definitivo                    |
| A                | King Udoh             | Juventus            | Prestito                      |

### Sessione invernale(dal 02/01 al 31/01)
| Acquisti         | Acquisti              | Acquisti | Acquisti   |
| R.               | Nome                  | da       | Modalità   |
| ---------------- | --------------------- | -------- | ---------- |
| D                | Daniele Magliocchetti | Cagliari | Definitivo |
| C                | Marco Cabeccia        | Crotone  | Prestito   |
| C                | Mattia Spezzani       | Modena   | Prestito   |
| Altre Operazioni |                       |          |            |
| A                | Nicola Berselli       | Parma    | Prestito   |

| Cessioni         | Cessioni         | Cessioni    | Cessioni                |
| R.               | Nome             | a           | Modalità                |
| ---------------- | ---------------- | ----------- | ----------------------- |
| D                | Adriano Siragusa |             | Rescissione Consensuale |
| D                | Luca Mazzera     | Bagnolese   | Prestito                |
| D                | Simone Bettati   | Valenzana   | Prestito                |
| C                | Nicolas Bovi     | Cagliari    | Prestito                |
| C                | Simone Esposito  | Grosseto    | Prestito                |
| A                | Ajdin Redzic     | Isola Liri  | Prestito                |
| Altre operazioni |                  |             |                         |
| D                | Andrea Sabbadin  | Scandianese | Prestito                |
| A                | Junior Tagoe     | Bagnolese   | Prestito                |

### Operazioni esterne alle sessioni
| Acquisti | Acquisti             | Acquisti | Acquisti   |
| R.       | Nome                 | da       | Modalità   |
| -------- | -------------------- | -------- | ---------- |
| C        | Gian Marco Cavalieri |          | Svincolato |

| Cessioni | Cessioni        | Cessioni | Cessioni                |
| R.       | Nome            | a        | Modalità                |
| -------- | --------------- | -------- | ----------------------- |
| D        | Salvatore Lanna |          | Rescissione Consensuale |

## Risultati

### Lega Pro Prima Divisione

#### Girone di andata
| Arbitro: | Gaetano Intagliata (Siracusa) |

|              |           |                  |
| Rodriguez 3’ | Marcatori | 29’ (rig.) Rossi |

| Arbitro: | Fabio Maresca (Napoli) |

|            |           |                      |
| Alessi 72’ | Marcatori | 4’ Iacopino 40’ Uggè |

| Arbitro: | Francesco Paolo Saia (Palermo) |

|                   |           |                     |
| Vacca 44’ Cia 89’ | Marcatori | 28’ Rossi 66’ Gurma |

| Arbitro: | Andrea Merlino (Udine) |

|                      |           |                                                |
| Alessi 67’ Gurma 76’ | Marcatori | 8’ Urbano 12’ Toledo 51’ Filippini 54’ Tavares |

| Arbitro: | Giorgio Peretti (Verona) |

|                        |           |           |
| Alessi 57’ Rossi 90+1’ | Marcatori | 85’ Testa |

| Arbitro: | Fabrizio Pasqua (Tivoli) |

|                         |           |            |
| Di Nunzio 28’ Croce 73’ | Marcatori | 90+2’ Fedi |

| Arbitro: | Daniele Minelli (Varese) |

|         |           |               |
| Mei 83’ | Marcatori | 10’ Di Piazza |

| Arbitro: | Alessandro Caso (Verona) |

|  |           |                               |
|  | Marcatori | 8’ Iraci 13’ (aut.) Gigliotti |

| Arbitro: | Gianluca Manganiello (Pinerolo) |

|                                   |           |              |
| Memushaj 4’ Cioffi 65’ Concas 86’ | Marcatori | 47’ Matteini |

| Arbitro: | Andrea De Faveri (San Donà di Piave) |

|          |           |  |
| Zini 89’ | Marcatori |  |

| Arbitro: | Davide Ghersini (Genova) |

|                              |           |  |
| De Angelis 32’ Malaccari 90’ | Marcatori |  |

| Arbitro: | Coccia (San Benedetto del Tronto) |

|                                   |           |  |
| Gurma 43’ Matteini 46’ Alessi 80’ | Marcatori |  |

| Arbitro: | Giuseppe Monaco (Tivoli) |

|  |           |           |
|  | Marcatori | 9’ Alessi |

| Arbitro: | Francesco Borriello (Mantova) |

|  |           |                         |
|  | Marcatori | 39’ Bernardi 90+1’ Nolè |

| Arbitro: | Diego Roca (Foggia) |

|                         |           |          |
| Pizza 50’ Cristiani 75’ | Marcatori | 5’ Rossi |

| Arbitro: | Castrignanò (Brindisi) |

|  |           |               |
|  | Marcatori | 88’ Antonazzo |

| Arbitro: | Stefano Giovani (Grosseto) |

|               |           |  |
| Antonelli 62’ | Marcatori |  |

#### Girone di ritorno
| Arbitro: | Diego Bruno (Torino) |

|                          |           |                   |
| Alessi 42’ Ardizzone 67’ | Marcatori | 56’ (rig.) Marchi |

| Arbitro: | Andrea Coccia (San Benedetto del Tronto) |

|  |           |                             |
|  | Marcatori | 50’ (rig.) Alessi 52’ Rossi |

| Arbitro: | Simone Aversano (Treviso) |

|  |           |                          |
|  | Marcatori | 17’ Altinier 84’ Montini |

| Arbitro: | Riccardo Ros (Pordenone) |

|                |           |                      |
| Bardelloni 34’ | Marcatori | 58’ Iraci 76’ Alessi |

| Arbitro: | Fiore (Barletta) |

|              |           |            |
| Caturano 12’ | Marcatori | 27’ Alessi |

| Arbitro: | La Penna (Roma) |

|           |           |              |
| Gurma 36’ | Marcatori | 29’ Ginestra |

| Arbitro: | Maresca (Napoli) |

|                   |           |  |
| Iemmello 28’, 90’ | Marcatori |  |

| Arbitro: | Bietolini (Firenze) |

|  |           |                         |
|  | Marcatori | 78’ Wagner 90+1’ Defrel |

| Arbitro: | De Benedictis (Bari) |

|          |           |            |
| Zini 86’ | Marcatori | 21’ Concas |

| Arbitro: | Abbattista (Molfetta) |

|                          |           |              |
| Favasuli 22’ Perez 90+4’ | Marcatori | 55’ Matteini |

| Arbitro: | Pasqua (Tivoli) |

|              |           |  |
| Matteini 45’ | Marcatori |  |

| Arbitro: | De Faveri (San Donà di Piave) |

|  |           |           |
|  | Marcatori | 55’ Gurma |

| Arbitro: | Giallanza (Catania) |

|                                 |           |                   |
| Gurma 31’ Alessi 38’ (rig.) 71’ | Marcatori | 46’ BortolottE. o |

| Arbitro: | Diego Roca (Foggia) |

|                          |           |  |
| Sinigaglia 1’ (rig.) 29’ | Marcatori |  |

| Arbitro: | Silvia Spinelli (Terni) |

|                   |           |          |
| Alessi (rig.) 86’ | Marcatori | 54’ Zaza |

| Arbitro: | Davide Ghersini (Genova) |

|              |           |  |
| Prosperi 34’ | Marcatori |  |

| Arbitro: | Caso (Verbania) |

|                   |           |  |
| Alessi (rig.) 44’ | Marcatori |  |

### Coppa Italia
| Arbitro: | Tardino (Milano) |

|                   |           |                       |
| Alessi (rig.) 79’ | Marcatori | 48’ Perini 78’ Concas |

### Coppa Italia Lega Pro
| Arbitro: | Baldicchi (Città di Castello) |

|                     |           |  |
| Fedi 68’ Redzic 87’ | Marcatori |  |

| Arbitro: | Aversano (Treviso) |

|                        |           |  |
| Marconi 19’ Meloni 87’ | Marcatori |  |

## Statistiche

### Statistiche di squadra
| Competizione          | Punti | In casa | In casa | In casa | In casa | In casa | In casa | In trasferta | In trasferta | In trasferta | In trasferta | In trasferta | In trasferta | Totale | Totale | Totale | Totale | Totale | Totale | DR |
| Competizione          | Punti | G       | V       | N       | P       | Gf      | Gs      | G            | V            | N            | P            | Gf           | Gs           | G      | V      | N      | P      | Gf     | Gs     | DR |
| --------------------- | ----- | ------- | ------- | ------- | ------- | ------- | ------- | ------------ | ------------ | ------------ | ------------ | ------------ | ------------ | ------ | ------ | ------ | ------ | ------ | ------ | -- |
| Prima Divisione       | 41    | 17      | 7       | 4       | 6       | 20      | 20      | 17           | 5            | 3            | 9            | 16           | 22           | 34     | 12     | 7      | 15     | 36     | 42     | -6 |
| Coppa Italia          | -     | 1       | 0       | 0       | 1       | 1       | 2       | -            | -            | -            | -            | -            | -            | 1      | 0      | 0      | 1      | 1      | 2      | -1 |
| Coppa Italia Lega Pro | -     | 1       | 1       | 0       | 0       | 2       | 0       | 1            | 0            | 0            | 1            | 0            | 2            | 2      | 1      | 0      | 1      | 2      | 2      | 0  |
| Totale                | -     | 19      | 8       | 4       | 7       | 23      | 22      | 18           | 5            | 3            | 10           | 16           | 24           | 37     | 13     | 7      | 17     | 39     | 46     | -7 |

### Andamento in campionato
| Giornata  | 1  | 2  | 3  | 4  | 5  | 6  | 7  | 8  | 9  | 10 | 11 | 12 | 13 | 14 | 15 | 16 | 17 | 18 | 19 | 20 | 21 | 22 | 23 | 24 | 25 | 26 | 27 | 28 | 29 | 30 | 31 | 32 | 33 | 34 |
| --------- | -- | -- | -- | -- | -- | -- | -- | -- | -- | -- | -- | -- | -- | -- | -- | -- | -- | -- | -- | -- | -- | -- | -- | -- | -- | -- | -- | -- | -- | -- | -- | -- | -- | -- |
| Luogo     | T  | C  | T  | C  | C  | T  | C  | T  | T  | C  | T  | C  | T  | C  | T  | C  | T  | C  | T  | C  | T  | T  | C  | T  | C  | C  | T  | C  | T  | C  | T  | C  | T  | C  |
| Risultato | N  | P  | N  | P  | V  | P  | N  | V  | P  | V  | P  | V  | V  | P  | P  | P  | P  | V  | V  | P  | V  | N  | N  | P  | P  | N  | P  | V  | V  | V  | P  | N  | P  | V  |
| Posizione | 14 | 15 | 13 | 15 | 14 | 15 | 15 | 14 | 12 | 13 | 13 | 12 | 12 | 12 | 12 | 12 | 13 | 13 | 12 | 13 | 12 | 12 | 12 | 13 | 13 | 13 | 13 | 13 | 12 | 10 | 10 | 10 | 11 | 9  |

Fonte:  Lega Pro Prima Divisione - Statistiche, su lega-pro.com, Lega Pro.
Legenda:

Luogo: C = Casa; T = Trasferta. Risultato: V = Vittoria; N = Pareggio; P = Sconfitta.

### Statistiche dei giocatori
| Giocatore        | Prima Divisione | Prima Divisione | Prima Divisione | Prima Divisione | Coppa Italia | Coppa Italia | Coppa Italia | Coppa Italia | Coppa Italia Lega Pro | Coppa Italia Lega Pro | Coppa Italia Lega Pro | Coppa Italia Lega Pro | Totale   | Totale | Totale      | Totale     |
| Giocatore        | Presenze        | Reti            | Ammonizioni     | Espulsioni      | Presenze     | Reti         | Ammonizioni  | Espulsioni   | Presenze              | Reti                  | Ammonizioni           | Espulsioni            | Presenze | Reti   | Ammonizioni | Espulsioni |
| ---------------- | --------------- | --------------- | --------------- | --------------- | ------------ | ------------ | ------------ | ------------ | --------------------- | --------------------- | --------------------- | --------------------- | -------- | ------ | ----------- | ---------- |
| N. Bellucci      | 7               | -6              | 0               | 0               | -            | -            | -            | -            | 1                     | 0                     | 1                     | 0                     | 8        | -6     | 1           | 0          |
| M. Silvestri     | 27              | -36             | 3               | 0               | 1            | -2           | 0            | 0            | 1                     | -2                    | 0                     | 0                     | 29       | -40    | 3           | 0          |
| R. Aya           | 31              | 0               | 3               | 0               | -            | -            | -            | -            | 1                     | 0                     | 0                     | 0                     | 32       | 0      | 3           | 0          |
| G. Calzi         | 20              | 0               | 7               | 2               | 1            | 0            | 1            | 0            | 2                     | 0                     | 2                     | 0                     | 23       | 0      | 10          | 2          |
| R. Carlini       | -               | -               | -               | -               | 1            | 0            | 0            | 0            | -                     | -                     | -                     | -                     | 1        | 0      | 0           | 0          |
| S. Lanna         | 9               | 0               | 2               | 1               | 1            | 0            | 1            | 0            | 1                     | 0                     | 0                     | 0                     | 11       | 0      | 3           | 1          |
| D. Magliocchetti | 12              | 0               | 2               | 0               | -            | -            | -            | -            | -                     | -                     | -                     | -                     | 12       | 0      | 2           | 0          |
| M. Mei           | 15              | 1               | 4               | 1               | -            | -            | -            | -            | -                     | -                     | -                     | -                     | 15       | 1      | 4           | 1          |
| E. Panizzi       | 13              | 0               | 1               | 0               | -            | -            | -            | -            | 2                     | 0                     | 0                     | 0                     | 15       | 0      | 1           | 0          |
| A. Siragusa      | 4               | 0               | 0               | 0               | 1            | 0            | 0            | 0            | 2                     | 0                     | 0                     | 0                     | 7        | 0      | 0           | 0          |
| M. D'Alessandro  | -               | -               | -               | -               | 1            | 0            | 0            | 0            | -                     | -                     | -                     | -                     | 1        | 0      | 0           | 0          |
| D. Zini          | 30              | 1               | 8               | 0               | 1            | 0            | 0            | 0            | -                     | -                     | -                     | -                     | 31       | 1      | 8           | 0          |
| G. Alessi        | 27              | 13              | 8               | 0               | 1            | 1            | 1            | 0            | -                     | -                     | -                     | -                     | 28       | 14     | 9           | 0          |
| N. Sperotto      | 21              | 0               | 6               | 1               | -            | -            | -            | -            | -                     | -                     | -                     | -                     | 21       | 0      | 6           | 1          |
| M. Arati         | 21              | 0               | 2               | 0               | -            | -            | -            | -            | -                     | -                     | -                     | -                     | 21       | 0      | 2           | 0          |
| F. Ardizzone     | 21              | 1               | 2               | 1               | 1            | 0            | 0            | 0            | -                     | -                     | -                     | -                     | 22       | 1      | 2           | 1          |
| N. Bovi          | 9               | 0               | 2               | 0               | -            | -            | -            | -            | 1                     | 0                     | 0                     | 0                     | 10       | 0      | 2           | 0          |
| G.M. Cavalieri   | 1               | 0               | 0               | 0               | -            | -            | -            | -            | 1                     | 0                     | 0                     | 0                     | 2        | 0      | 0           | 0          |
| B. Iraci         | 25              | 2               | 5               | 0               | 1            | 0            | 0            | 0            | 1                     | 0                     | 0                     | 0                     | 27       | 2      | 5           | 0          |
| M. Gurma         | 26              | 6               | 1               | 0               | 1            | 0            | 0            | 0            | -                     | -                     | -                     | -                     | 27       | 6      | 1           | 0          |
| A. Viapiana      | 32              | 0               | 6               | 0               | 1            | 0            | 0            | 0            | 1                     | 0                     | 1                     | 0                     | 34       | 0      | 7           | 0          |
| S. Bettati       | 2               | 0               | 0               | 0               | -            | -            | -            | -            | 2                     | 0                     | 1                     | 0                     | 4        | 0      | 1           | 0          |
| S. Berni         | 1               | 0               | 0               | 0               | -            | -            | -            | -            | -                     | -                     | -                     | -                     | 1        | 0      | 0           | 0          |
| A. Redzic        | 5               | 0               | 0               | 0               | -            | -            | -            | -            | 2                     | 1                     | 0                     | 0                     | 7        | 1      | 0           | 0          |
| S. Esposito      | 17              | 0               | 1               | 0               | 1            | 0            | 0            | 0            | 2                     | 0                     | 0                     | 0                     | 20       | 0      | 1           | 0          |
| F. Fedi          | 9               | 1               | 1               | 0               | 1            | 0            | 0            | 0            | 2                     | 1                     | 0                     | 0                     | 12       | 2      | 1           | 0          |
| M. Doumbia       | 2               | 0               | 0               | 0               | -            | -            | -            | -            | 2                     | 0                     | 1                     | 0                     | 4        | 0      | 1           | 0          |
| L. Marmiroli     | 1               | 0               | 0               | 0               | -            | -            | -            | -            | 2                     | 0                     | 0                     | 0                     | 3        | 0      | 0           | 0          |
| L. Mazzera       | 1               | 0               | 0               | 0               | -            | -            | -            | -            | 1                     | 0                     | 0                     | 0                     | 2        | 0      | 0           | 0          |
| A. Guidetti      | 1               | 0               | 0               | 0               | -            | -            | -            | -            | -                     | -                     | -                     | -                     | 1        | 0      | 0           | 0          |
| D. Matteini      | 27              | 4               | 7               | 0               | -            | -            | -            | -            | -                     | -                     | -                     | -                     | 27       | 4      | 7           | 0          |
| M. Spezzani      | 8               | 0               | 1               | 1               | -            | -            | -            | -            | -                     | -                     | -                     | -                     | 8        | 0      | 1           | 1          |
| M. Cabeccia      | 11              | 0               | 3               | 0               | -            | -            | -            | -            | -                     | -                     | -                     | -                     | 11       | 0      | 3           | 0          |
| P. Rossi         | 26              | 5               | 4               | 0               | -            | -            | -            | -            | -                     | -                     | -                     | -                     | 26       | 5      | 4           | 0          |

## Biblioteca
Mauro Del Bue, Una storia Reggiana, vol. IV, le partite, i personaggi, le vicende dalla serie A al centenario, Tecnograf Reggio Emilia 2019, pp. 227–240.
Collegamenti, Stagione 2011-2012, Una storia Reggiana, le partite, i personaggi, le vicende dalla serie A al centenario, (Vol. IV) pdf, https://www.tecnograf.biz/wordpress/wp-content/uploads/2020/01/2011-2012.pdf